# 90-60-90 Modelos
90 60 90 modelos fue una telenovela argentina emitida entre 1996 y 1997 por Canal 9. La primera temporada fue protagonizada por Silvia Kutika, Raúl Taibo y Natalia Oreiro. Coprotagonizada por Vicky Fariña, Fernando Ranuschio, María Cersósimo, Daniel Álvarez, Paula Siero, Fernando Tobi, Paola Della Torre, Diego Díaz, Florencia Ortiz, Iván González y Nicole Neumann. También, contó con las actuaciones especiales de Coraje Ábalos y los primeros actores Tina Serrano, Manuel Callau, Boris Rubaja y Aldo Pastur. Y la participación de Osvaldo Sabatini. La segunda temporada fue protagonizada por Silvia Kutika y Osvaldo Laport. Coprotagonizada por Fabián Pizzorno, Viviana Sáez, Nicolás Pauls, María Cersósimo, Diego Díaz, Andrea Campbell, María Eugenia Delbes, Diego Ross y Daniel Alhadeff. También, contó con las actuaciones especiales de Magalí Moro, Pepe Monje y Judith Gabbani. Y la participación de Vicky Fariña. La trama central giraba alrededor de una agencia en la que convivían modelos profesionales y principiantes.

## Guion
La trama de la telenovela se desarrolla en una agencia de modelos de Buenos Aires, gerenciada por Cuca Dalton (Silvia Kutika) y Tabo Herrera (Raúl Taibo). Entre las decenas de jovencitas que intentan abrirse camino en el mundo de la moda, llega a la agencia la joven Lucía (Natalia Oreiro), quién, sin saberlo, trabajará para su madre, Cuca Dalton.
Paralelamente, la historia de amor entre Cuca y Tabo es interrumpida por la irrupción de Martín (Osvaldo Laport), quién se acerca en calidad de socio de la ascendente agencia.

## Elenco
- Raúl Taibo
- Silvia Kutika
- Osvaldo Laport
- Coraje Ábalos
- Diego Díaz
- Natalia Oreiro
- Noelia Castaño
- Segundo Cernadas
- Tina Serrano
- Diego Olivera
- Pablo Cedrón
- Florencia Ortiz
- María Cersósimo
- Paula Siero
- Manuel Callau
- Nicole Neumann
- Nicolás Pauls
- Ginette Reynal
- Vicky Fariña
- Florencia Bertotti
- Sol Baile

## Repercusión y críticas
La novela tuvo buena recepción en el público y se prolongó durante dos temporadas, situación no habitual en las telenovelas argentinas. Al terminar la segunda temporada se habían emitido un total de 278 episodios.
Sin embargo, se la cuestionó por su inverosímil carga de tragedias ya que los avatares de la historia registraron, durante los primeros 8 meses de emisión, una cantidad notable de episodios violentos, incluyendo 9 asesinatos, 11 intentos de homicidio y 3 accidentes de tránsito.

## En otros países
La telenovela se emitió además en canales de televisión abierta de Ecuador, Paraguay, Uruguay, Turquía, Serbia, Macedonia e Italia.